# Conchylodes argentalis
Conchylodes argentalis là một loài bướm đêm trong họ Crambidae.